# Черняков, Адам
Адам Абрам Черняков (пол. Adam Abram Czerniaków (30 ноября 1880, Варшава, Российская Империя — 23 июля 1942, Варшавское гетто) — польский инженер еврейского происхождения, в 1930-е гг. — сенатор Польши. В 1939–1942 гг. возглавлял юденрат Варшавского гетто. Совершил самоубийство, не сумев предотвратить массовую депортацию нацистами евреев из гетто в лагерь Треблинка.

## Биография
Обучался в профессиональном училище еврейской общины г. Варшавы. В 1927–1934 гг. — член Варшавского муниципального совета, одновременно с 1931 г. — сенатор Польши. 4 октября 1939 г., через несколько дней после оккупации Варшавы нацистами, возглавил юденрат (орган самоуправления Варшавского гетто, ответственный за исполнение распоряжений оккупационной администрации на его территории).
В июне 1942 г. юденрат получил распоряжение оккупационных властей обеспечить депортацию евреев (не менее 6 000 человек в сутки). Осознав, к чему это может привести, Черняков безуспешно пытался добиться у нацистов права оставить в гетто хотя бы сирот (в том числе из детского дома доктора Корчака). Когда его попытки не увенчались успехом, предпочёл закончить жизнь самоубийством и принял цианистый калий в своём кабинете.
Черняков вёл дневник с 6 сентября 1939 г. и до последнего дня жизни, который был сохранён и опубликован в 1979 г. в английском переводе. Похоронен на еврейском кладбище в Варшаве на ул. Окопова.

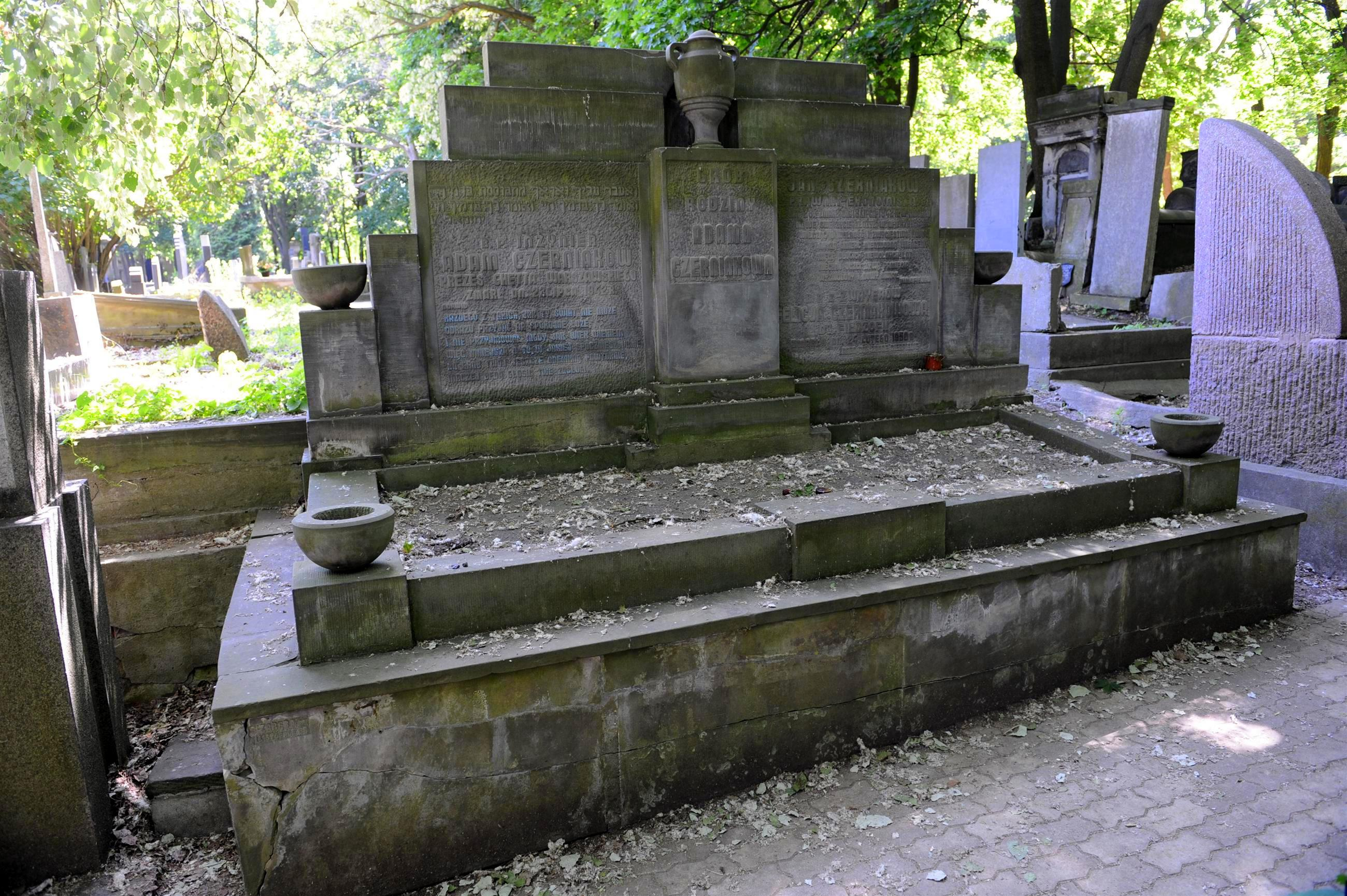
Могила Адама Чернякова на еврейском кладбище Варшавы

## В кинематографе
- В фильме Анджея Вайды «Корчак» Адам Черняков, роль которого исполнил Александр Бардини, выведен в качестве трагической фигуры. Глава юденрата пытается сделать всё возможное для приостановления массовых депортаций евреев в концлагерь Треблинка и подвергается унижениям и физическим избиениям со стороны нацистов. Не сумев убедить оккупационные власти оставить в гетто хотя бы детей-сирот, Черняков совершает самоубийство.
- В 2001 г. был снят фильм о восстании Варшавского гетто «Восстание» (Uprising), где роль Чернякова сыграл актёр Дональд Сазерленд.
- В документальной картине «Неоконченный фильм» режиссёр Яэль Херсонски иллюстрирует фрагменты из дневников Адама Чернякова кадрами кинохроники, снятой немцами в Варшавском гетто весной 1942 года. В хронике можно видеть и самого Чернякова[3].